# Sól
Na Mitologia nórdica, Sól, ou Sigel (em inglês arcaico), era a deusa do Sol, uma filha de Mundilfari e Glaur. Era esposa de Glen e irmã do deus da Lua, Máni. Tinha dois cavalos Arvak e Alsvid  que puxavam a sua carruagem Alfrodul, constantemente perseguida pelo lobo Skoll, filho de Fenrir. O nome Alfrodul, por vezes referia-se à própria deusa. Sol é morta por Skoll no Ragnarök (a partir da Edda em prosa, na Edda poética consta que Fenrir irá matá-la), havendo fontes que dizem que terá tido uma filha, que continua o seu percurso nos céus.
A sua existência é comprovada no Völuspá, da Edda poética.